# Arrondissement Arles
Arles is een arrondissement van het Franse departement Bouches-du-Rhône in de regio Provence-Alpes-Côte d'Azur. De onderprefectuur is Arles.

## Kantons
Het arrondissement was tot 2014 samengesteld uit de volgende kantons:
- Kanton Arles-Est
- Kanton Arles-Ouest
- Kanton Châteaurenard
- Kanton Eyguières
- Kanton Orgon
- Kanton Port-Saint-Louis-du-Rhône
- Kanton Saintes-Maries-de-la-Mer
- Kanton Saint-Rémy-de-Provence
- Kanton Tarascon

Na de herindeling van de kantons door het decreet van 27 februari 2014, met uitwerking op 22 maart 2015, omvat het volgende kantons
- Kanton Arles
- Kanton Châteaurenard
- Kanton Pélissanne  (3/13)
- Kanton Salon-de-Provence-1  (14/15)
- Kanton Salon-de-Provence-2  (1/4)